# Mount Jukes (Tasmanien)
Der Mount Jukes ist ein Berg im Westen des australischen Bundesstaates Tasmanien.

## Geographie
Er liegt im Südteil der West Coast Range und wurde 1862 von Charles Gould nach Professor Joseph Beete Jukes, einem britischen Geologen, benannt. Jukes war an der Diskussion und Charles Darwins Evolutionstheorie beteiligt und hatte Hobart in den Jahren 1842–1843 auf der HMS „Fly“ besucht.
Der vielgipflige Berg mit den Gletscherseen an seiner Ostflanke lag oberhalb der alten Siedlung „Crotty“ und liegt heute westlich des Lake Burbury.

### Gipfel
Der Mount Jukes besitzt eine Reihe von eigens benannten Gipfeln.
- Jukes Range – heißt der Gebirgszug zwischen Proprietary Peak im Norden und Jukes Peak im Süden.
- East Jukes Peak – 731 m – der King-River-Schlucht und dem Crotty Dam am nächsten und nördlich der Mount Jukes Road
- Proprietary Peak – 1.104 m – nordwestlichster Hauptgipfel des Mount Jukes, mit der Crown Spur als auffälligstes Detail beim Blick von Queenstown aus
- Mount Jukes – 1.168 m
- Central Peak
- West Jukes Peak – 1.062 m
- Pyramid Peak – 1.080 m
- South Jukes Peak – 1.014 m

Weitere Details sind zwar mit Namen, aber ohne Höhen angegeben:
- Yellow Knob
- Yellow Knob Spur
- South Jukes Spur
- Crown Spur
- East Jukes Spur
- Intercolonial Spur
- Cliff Spur
- Newall Spur

## Straße
Die 22 Kilometer lange Mount Jukes Road wurde in den 1980er-Jahren von Hydro Tasmania gebaut, als der Crotty Dam errichtet wurde. Sie verbindet die südlichen ororte von Queenstown mit dem Darwin Dam, wo die Gleise der früheren North Mount Lyell Railway zwischen dem Linda Valley und Crotty im Lake Burbury verschwanden.

## Seen
Es gibt zwei Gletscherseen im oberen Teil der Ostflanke, den Upper Lake Jukes und der Lower Lake Jukes. An den Ufern dieser Seen entstanden Anfang des 20. Jahrhunderts eine Reihe kleiner Bergwerke.

## Bergbau
Am Ufer der Seen gab es kleine Bergbaulager, ebenso wie oben an der Nordflanke, wo die ‚’Mount Jukes Road’’ die oberen Hänge der King-River-Schlucht quert.